# Michael Butz
Michael Butz (* 25. Dezember 1965) ist ein ehemaliger deutscher Fußballspieler. Der drei Jahre jüngere Bruder von Stefan Butz bestritt in der Saison 1984/85 ein Bundesligaspiel für Arminia Bielefeld.

## Laufbahn
Der seit dem Jahr 1978 in der Jugend von Arminia Bielefeld ausgebildete Nachwuchsspieler wurde vor der Saison 1984/85 gemeinsam mit Mannschaftskollege Jörg Weber aus dem Amateurteam in den Bundesligakader des DSC übernommen. Zusätzlich zu den zwei Eigengewächsen kamen noch mit Franco Foda, Siegfried Reich, Stefan Pater, Jörg Breski und Thomas Helmer weitere Neuzugänge zum Team von Trainer Gerd Roggensack. Des Weiteren wurde Ronald Borchers in der laufenden Runde nachverpflichtet. Der Nachwuchsspieler Butz kam am 9. Spieltag, den 20. Oktober 1984, bei einem 3:3-Heimremis gegen Borussia Mönchengladbach zu seinem einzigen Bundesligaeinsatz. Er wurde in der 77. Minute für Angreifer Matthias Westerwinter eingewechselt. Bielefeld spielte im Verlauf der Runde um den Klassenerhalt und belegte am Rundenende den 16. Rang. Nach den zwei Relegationsspielen im Juni 1985 gegen den 1. FC Saarbrücken (0:2, 1:1) stiegen die Arminen in die 2. Bundesliga ab. Michael Butz gehörte 1985/86 als Amateur dem 2. Ligakader an, kam aber zu keinem Einsatz.
Später spielte Butz noch im Amateurbereich für die SpVgg Fichte Bielefeld.